# Sallaumines
Sallaumines és un municipi francès situat al departament del Pas de Calais i a la regió dels Alts de França. L'any 2007 tenia 10.466 habitants.

## Demografia

### Població
El 2007 la població de fet de Sallaumines era de 10.466 persones. Hi havia 3.797 famílies de les quals 1.127 eren unipersonals (338 homes vivint sols i 789 dones vivint soles), 889 parelles sense fills, 1.350 parelles amb fills i 431 famílies monoparentals amb fills.
La població ha evolucionat segons el següent gràfic:
Habitants censats

### Habitatges
El 2007 hi havia 4.125 habitatges, 3.885 eren l'habitatge principal de la família, 3 eren segones residències i 237 estaven desocupats. 3.651 eren cases i 361 eren apartaments. Dels 3.885 habitatges principals, 1.005 estaven ocupats pels seus propietaris, 2.438 estaven llogats i ocupats pels llogaters i 442 estaven cedits a títol gratuït; 117 tenien una cambra, 281 en tenien dues, 744 en tenien tres, 1.509 en tenien quatre i 1.235 en tenien cinc o més. 2.270 habitatges disposaven pel capbaix d'una plaça de pàrquing. A 1.780 habitatges hi havia un automòbil i a 824 n'hi havia dos o més.

### Piràmide de població
La piràmide de població per edats i sexe el 2009 era:
| Homes | Edats   | Dones |
| ----- | ------- | ----- |
| 0     | 95 o +  | 8     |
| 4     | 90 a 94 | 32    |
| 28    | 85 a 89 | 104   |
| 36    | 80 a 84 | 112   |
| 144   | 75 a 79 | 240   |
| 200   | 70 a 74 | 292   |
| 240   | 65 a 69 | 368   |
| 212   | 60 a 64 | 240   |
| 180   | 55 a 59 | 176   |
| 292   | 50 a 54 | 248   |
| 348   | 45 a 49 | 348   |
| 364   | 40 a 44 | 364   |
| 340   | 35 a 39 | 332   |
| 300   | 30 a 34 | 404   |
| 352   | 25 a 29 | 312   |
| 368   | 20 a 24 | 376   |
| 532   | 15 a 19 | 436   |
| 452   | 10 a 14 | 448   |
| 412   | 5 a 9   | 332   |
| 380   | 0 a 4   | 324   |

## Economia
El 2007 la població en edat de treballar era de 6.445 persones, 3.588 eren actives i 2.857 eren inactives. De les 3.588 persones actives 2.736 estaven ocupades (1.655 homes i 1.081 dones) i 852 estaven aturades (504 homes i 348 dones). De les 2.857 persones inactives 569 estaven jubilades, 842 estaven estudiant i 1.446 estaven classificades com a «altres inactius».

### Ingressos
El 2009 a Sallaumines hi havia 3.929 unitats fiscals que integraven 10.418,5 persones, la mediana anual d'ingressos fiscals per persona era de 10.894 €.

### Activitats econòmiques
Dels 223 establiments que hi havia el 2007, 2 eren d'empreses extractives, 8 d'empreses alimentàries, 3 d'empreses de fabricació d'elements pel transport, 5 d'empreses de fabricació d'altres productes industrials, 22 d'empreses de construcció, 81 d'empreses de comerç i reparació d'automòbils, 6 d'empreses de transport, 16 d'empreses d'hostatgeria i restauració, 9 d'empreses financeres, 6 d'empreses immobiliàries, 16 d'empreses de serveis, 28 d'entitats de l'administració pública i 21 d'empreses classificades com a «altres activitats de serveis».
Dels 55 establiments de servei als particulars que hi havia el 2009, 1 era una comissaria de policia, 1 oficina de correu, 2 oficines bancàries, 2 funeràries, 7 tallers de reparació d'automòbils i de material agrícola, 2 autoescoles, 1 paleta, 5 guixaires pintors, 4 fusteries, 3 lampisteries, 4 electricistes, 2 empreses de construcció, 11 perruqueries, 9 restaurants i 1 agència immobiliària.
Dels 35 establiments comercials que hi havia el 2009, 3 eren supermercats, 12 botiges de menys de 120 m², 5 fleques, 3 carnisseries, 2 llibreries, 2 botigues de roba, 2 botigues d'equipament de la llar, 1 una botiga d'equipament de la llar, 1 una botiga de mobles, 1 una perfumeria i 3 floristeries.

## Equipaments sanitaris i escolars
El 2009 hi havia 1 centre de salut, 5 farmàcies i 1 ambulància.
El 2009 hi havia 3 escoles maternals i 4 escoles elementals. A Sallaumines hi havia 1 col·legi d'educació secundària i 1 liceu tecnològic. Als col·legis d'educació secundària hi havia 431 alumnes i als liceus tecnològics 537.
```
Disposava d'una unitat de formació universitària i recerca.
```

## Poblacions més properes
El següent diagrama mostra les poblacions més properes.